# توچین (صربستان)
توچین (به صربی: Teočin) یک منطقهٔ مسکونی در صربستان است که در گورنیی میلانوواس واقع شده‌است. توچین ۶۹۰ نفر جمعیت دارد.